# Mount Hillaby
Mount Hillaby ist mit einer Höhe von 340 m die höchste Erhebung des karibischen Inselstaats Barbados.

## Lage und Umgebung
Der Berg liegt im Süden der Parish von Saint Andrew. Orte in der näheren Umgebung sind Hillaby und Mose Bottom im Westen sowie Mount All im Nordosten und Chapman im Südosten. Er liegt im Scotland district, einer der ursprünglichsten und am dünnsten besiedelten Landschaften der Insel, die wegen ihrer – im Gegensatz zur ansonsten stark genutzten Insel – dichten Bewaldung und ihrer geologischen Besonderheiten Bedeutung hat.

## Geologie
Obwohl selbst kein Vulkan, ist Mount Hillaby der höchste Punkt eines ausgedehnten mehrere hundert Kilometer langen Vulkansystems, das sich, größtenteils unterhalb des Meeresspiegels gelegen, etwa zwischen Puerto Rico und Trinidad erstreckt. Es handelt sich hierbei um einen Akkretionskeil, der durch das Zusammentreffen von Karibischer und südamerikanischer Platte entstanden ist und die Insel empordrückt. Die Flanken des Berges werden von bis zu 100 Meter mächtigen ozeanischen Sedimenten gebildet, die neben Vulkanschlamm unter anderem auch kalkige und silikatische Erden enthalten. Der Mergel, der am Mount Hillaby vielerorts auch offen zu Tage liegt, enthält zahlreiche Fossilien. Allein in der Gipfelregion des Mount Hillaby wurden über 50 Arten von Strahlentierchen gefunden.

## Wege
Der Mount Hillaby ist mit einer Straße von Hillaby aus erschlossen, die bis zu einem Aussichtspunkt knapp unterhalb des Gipfels führt. Zum Gipfelpunkt führt ein manchmal überwachsener Fußweg. Der Mount Hillaby ist für seine Aussicht über die Insel, insbesondere über die Ostküste bekannt.

## Flora und Fauna
An den Hängen des Mount Hillaby befinden sich die letzten erhaltenen Regenwälder der Insel. Besonders erwähnenswert ist der nördlich des Gipfels auf einem Ausläufer des Berges gelegene Turner’s Hall Wood. Die vielfältige Flora beinhaltet unter anderem den Sandbüchsenbaum, die Westindische Zedrele, den Färbermaulbeerbaum sowie Bully trees. Als Vertreter der Vogelfauna sind Grauer Königstyrann (Tyrannus dominicensis) und Trauergrackel (Quiscalus lugubris) zu nennen.